# إسلام أباد (نير)
إسلام أباد هي قرية في مقاطعة نير، إيران. عدد سكان هذه القرية هو 567 في سنة 2006.